# Curt von Stackelberg
Curt von Stackelberg, eigentlich Curt Ernst Ferdinand Friedrich Freiherr von Stackelberg (* 24. Mai 1910 in St. Petersburg; † 21. April 1994 in Karlsruhe), war ein deutscher Jurist, Rechtsanwalt und Strafverteidiger. Während der Nachfolgeprozesse der Nürnberger Prozesse war er u. a. Verteidiger von Heinz Fanslau und Wilhelm Stuckart. Er war einer der zwölf zugelassenen Rechtsanwälte am neu gegründeten Bundesgerichtshof.

## Leben

### Herkunft
Curt von Stackelberg war ein Sohn von Olaf von Stackelberg und Stella, geb. Bernewitz. Er entstammte der baltischen Linie derer von Stackelberg. Seine Familie wanderte später aus Estland aus.

### Leben
Curt von Stackelberg studierte Rechtswissenschaften in München und Würzburg.
Von März 1938 bis Kriegsende war er Rechtsanwalt am LG Berlin. Er wurde zu Kriegsende mit der Kategorie 5 „Entlastete“ entnazifiziert.
Direkt nach dem Krieg ging er als Rechtsanwalt an das LG Traunstein. Während der Nürnberger Prozesse war er als niedergelassener Anwalt in Bad Reichenhall, wo sein Vater Leiter eines Erholungsheims war.
Als Anfang Oktober 1950 der Bundesgerichtshof in Karlsruhe gegründet wurde, wurde von Stackelberg einer von zwölf zugelassenen Rechtsanwälten. Zusätzlich war er von 1954 bis 1960 Mitglied in der Großen Strafrechtskommission des Bundesjustizministeriums.
Von 1965 bis 1985 war er Präsident der Rechtsanwaltskammer beim BGH und wurde anschließend deren Ehrenpräsident.
Von 1982 bis 1986 war er World-President der World-Association of Lawyers.
Er war lange Jahre Vorsitzender der Baltischen Ritterschaft und wurde später deren Ehrenmitglied.

### Nürnberger Prozesse
Im Prozess Wirtschafts-Verwaltungshauptamt der SS (Fall 4 der Nachfolgeprozesse; USA gegen Oswald Pohl et al.) war er Verteidiger von Heinz Fanslau. Fanslau wurde in drei Anklagepunkten für schuldig befunden und zu 20 Jahren Haft verurteilt, die auf 15 Jahre reduziert wurden. 1954 wurde er vorzeitig aus der Haft entlassen.
Während des Wilhelmstraßen-Prozesses (Fall 12 der Nachfolgeprozesse), dem letzten und längsten der Nachfolgeprozesse, war er ab 8. März 1948 Verteidiger vom Wilhelm Stuckart. Stuckart wurde am 26. Mai 1945 gefangen genommen und das Urteil wurde drei Jahre, zehn Monate und 20 Tage später gesprochen. Genauso lange wurde das Strafmaß festgelegt, sodass Stuckart direkt nach der Urteilsverkündigung freikam.

### Spiegel-Affäre
Als 1962 Ermittlungen gegen den Spiegel (Spiegel-Affäre) wegen möglichen Landesverrats eingeleitet wurden, wurde von Stackelberg durch den Spiegel als rechtlicher Vertreter eingesetzt. Er versuchte anfangs durch eine einstweilige Anordnung die Maßnahmen der Bundesanwaltschaft, u. a. die Besetzung der Räume des Spiegels, zu stoppen. Ebenso wurde am 29. Oktober 1962 durch ihn eine Verfassungsbeschwerde vorgelegt. Am 9. November 1962 stellte das Bundesverfassungsgericht fest, dass die einstweilige Anordnung zulässig sei, aber kein Erlass nötig wäre. Dies wurde, obwohl noch Teile der Räume besetzt waren, nur akzeptiert, da die Freigabe in Aussicht gestellt wurde. In seiner Begründung berief sich von Stackelberg auf die Pressefreiheit. Da die Abwägung zwischen Pressefreiheit und Strafverfolgung nicht im Zuge einer einstweiligen Anordnung erfolgen sollte, wurden die Anträge von Stackelbergs abgelehnt.

### NPD-Anwalt
1966 war er bzgl. Parteienfinanzierung Anwalt der NPD, welche vor dem Bundesverfassungsgericht geklagt hatte. Die NPD hatte gefordert, dass entweder die Staatszuwendungen für alle Parteien wegfallen müssen oder die NPD daran teilhaben sollte. Der Klage wurde stattgegeben und die bestehende, nicht alle Parteien gleichermaßen berücksichtigende Alimentierung der Parteien für unzulässig erklärt.

### Familie
In erster Ehe war er mit Ellen, geb. Biddle (1912–1998), verheiratet. Das Paar hatte vier Kinder. Zwei ihrer Söhne wurden Professoren in Amerika: Olaf (* 1932) und Roderick (1935–2018). Die Ehe wurde 1942 geschieden und seine ehemalige Ehefrau kehrte mit den Kindern in ihr Geburtsland USA zurück.
In zweiter Ehe war er mit Halina, geb. Wojciechowski, verheiratet. Das Paar hatte vier Kinder. 

## Werke (Auswahl)
- Das bürgerliche Kriegsrecht einschließlich der kriegsrechtlichen Bestimmungen des Handels- und Verfahrensrechts. Lutzeyer, 1940.
- Die kriegsrechtlichen Bestimmungen des materiellen Rechts. Lutzeyer, 1940.
- Gedanken zur Reform des deutschen Strafverfahrens. In: Anwälte zur Reform des Strafrechts und Standesrechts, Gedenkschrift für Joseph Cüppers, Essen 1955, S. 122 ff.
- gemeinsam mit Hanns Dünnebier und Roderich Glanzmann: Das Protokoll im Strafprozess. Mohr Siebeck, Tübingen, 1956.
- Der Anwalt im Strafprozess. In: Die Zeit, Nr. 24, 1959.
- Über offensichtlich unbegründete Revisionen (§ 349 Abs. 2 StPO). In: NJW, 1960, S. 505 ff.
- Läßt sich die Verfassungswidrigkeit von Strafurteilen zu § 71 StVZO und § 49 StVO heilen? In: NJW, 1963, S. 700 ff.
- Die Rechtsanwaltschaft bei dem Bundesgerichtshof. In: 25 Jahre Bundesgerichtshof. Beck, München, 1975, S. 295 ff.
- Zur Wahrunterstellung in der strafrechtlichen Revisionen. In: Festschrift für Werner Sarstedt zum 70. Geburtstag, De Gruyter, 1981, S. 373 ff.
- Wert und Unwert der Leitsätze. In: Festschrift für Hildebert Kirchner zum 65. Geburtstag, 1985, S. 361.
- gemeinsam mit Curt Freiherr von Stackelberg jun.: Die Verfahren der deutschen Verfassungsbeschwerde und der europäischen Menschenrechtsbeschwerde. Heymanns, Köln, 1988.
- Der Richter und sein Anwalt. In: Festschrift für Gerd Pfeiffer, 1988, S. 323 ff.